# Kaeru Basho
"Kaeru Basho" (帰る場所 "Một nơi để trở về") (tên Tiếng Việt: Nơi ta thuộc về), là đĩa đơn thứ chín của nữ ca sĩ người Nhật Aoyama Thelma, được Universal J phát hành ngày 3 tháng 3 năm 2010. "Kaeru Basho" do SoulJa sáng tác, người từng hợp tác với cô trong đĩa đơn quan quân "Soba ni Iru ne". Bài "Kaeru Basho" cũng được chọn làm bài hát chính của phim Nobita và cuộc đại thủy chiến ở xứ sở người cá. Đĩa đơn đạt vị trí 63 và đứng trong bảng xếp hạng trong ba tuần.

## Danh sách track
| STT | Nhan đề                                             | Phổ lời       | Phổ nhạc                   | Biên tập                         | Thời lượng |
| --- | --------------------------------------------------- | ------------- | -------------------------- | -------------------------------- | ---------- |
| 1.  | "Kaeru Basho" (帰る場所 "A Place to Return To")     | SoulJa        | SoulJa                     | Jeff Miyahara, SoulJa            | 03:58      |
| 2.  | "Anata ga Kiechai Sō de" (あなたが消えちゃいそうで) | Themla Aoyama | T. Aoyama, Ayabe Kenzaburo | Manaboon (TinyVoice, Production) | 4:23       |
| 3.  | "Kaeru Basho (nhạc đệm)"                            | SoulJa        | SoulJa                     | J. Miyahara, SoulJa              | 3:57       |
| 4.  | "Anata ga Kiechai Sō de (nhạc đệm)"                 | T. Aoyama     | T. Aoyama, Ayabe Kenzaburo | Manaboon (TinyVoice, Production) | 4:23       |